# Capital fijo

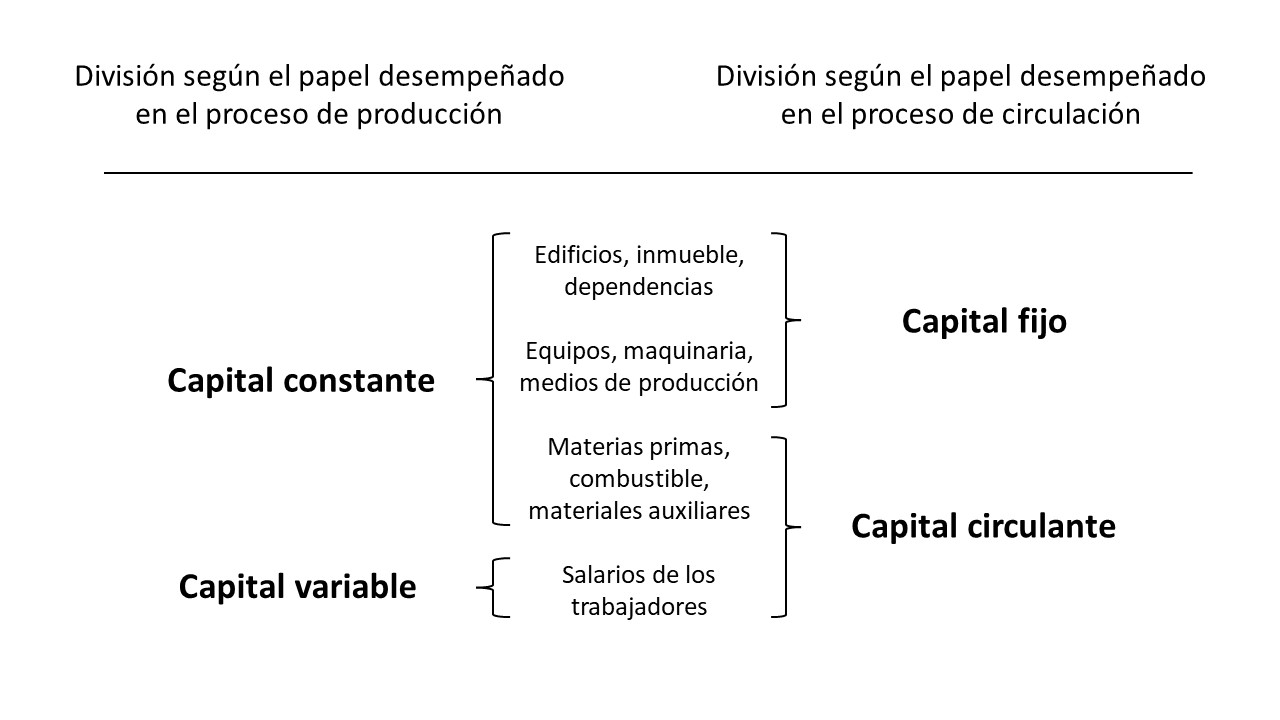
Esquema de las diferencias entre capital constante, capital variable, capital fijo y capital circulante.

En contabilidad, el capital fijo es cualquier tipo de activo físico real que se utiliza repetidamente en la producción de un producto. En economía, el capital fijo es un tipo de bien de capital que, como activo físico real, se utiliza como medio de producción que es duradero o no se consume por completo en un solo período de tiempo. Contrasta con el capital circulante, como materias primas, gastos operativos, etc.
El concepto fue analizado teóricamente por primera vez con cierta profundidad por el economista Adam Smith en La riqueza de las naciones (1776) y por David Ricardo en Principios de economía política y tributación (1821). Ricardo estudió el uso de máquinas en lugar de mano de obra y concluyó que el temor de los trabajadores a que la tecnología las reemplace podría estar justificado.
Por lo tanto, el capital fijo es la porción del desembolso total de capital que se invierte en activos fijos (como mejoras de terrenos, edificios, vehículos, plantas y equipos), que permanecen en el negocio casi permanentemente (o al menos, durante más de 10 años) un período contable. Una empresa puede comprar activos fijos, en cuyo caso la empresa los posee. También se pueden arrendar, contratar o alquilar, si eso resulta más económico o conveniente, o si poseer el activo fijo es prácticamente imposible (por razones legales o técnicas).
Al refinar la distinción clásica entre capital fijo y circulante en El capital, tomo II, Karl Marx enfatiza que la distinción es en realidad puramente relativa, es decir, se refiere sólo a las velocidades de rotación comparativas (tiempo de rotación) de diferentes tipos de activos de capital físico. El capital fijo también "circula", excepto que el tiempo de circulación es mucho más largo, porque un activo fijo puede conservarse durante 5, 10 o 20 años antes de que haya rendido su valor y se descarte por su valor de rescate. Un activo fijo también puede revenderse y reutilizarse, lo que suele ocurrir con los vehículos y los aviones.
En cuentas nacionales, el capital fijo se define convencionalmente como el stock de activos fijos tangibles y duraderos que poseen o utilizan empresas residentes durante más de un año. Esto incluye plantas, maquinaria, vehículos y equipos, instalaciones e infraestructuras físicas, el valor de las mejoras del terreno y las edificaciones.
El sistema europeo de cuentas nacionales y regionales (SEC95) incluye explícitamente los activos intangibles producidos (por ejemplo, explotación de minerales, software informático, entretenimiento protegido por derechos de autor, originales literarios y artísticos) dentro de la definición de activos fijos.
La tierra en sí no está incluida en el concepto estadístico de capital fijo, aunque sea un activo fijo. La razón principal es que la tierra no se considera un producto (un bien reproducible). Pero el valor de las mejoras de la tierra está incluido en el concepto estadístico de capital fijo y se considera como la creación de valor agregado a través de la producción.

## Estimando el valor
Existen dos métodos principales para estimar el stock de capital fijo en cualquier nación: la medición directa del stock de capital y los cálculos del inventario perpetuo. Se han hecho intentos de estimar el valor del stock de capital fijo para toda la economía utilizando encuestas empresariales directas sobre el "valor contable", registros administrativos de las empresas, evaluaciones fiscales y datos sobre la formación bruta de capital fijo, la inflación de precios y los calendarios de depreciación. Un pionero en este ámbito fue el economista Simon Kuznets.
El "método de inventario perpetuo" (PIM) utilizado para estimar las existencias de capital fijo fue inventado por Raymond W. Goldsmith en 1951 y posteriormente utilizado en todo el mundo. La idea básica del método PIM es que se parte de una cifra de activos de referencia y se agregan las adiciones netas a los activos fijos año tras año (utilizando datos de formación bruta de capital fijo), mientras se deducen las estimaciones anuales de depreciación económica basadas en una supuesto explícito de vida útil, todos los datos se ajustan a la inflación de precios utilizando un índice de precios de gastos de capital. De esta manera se obtiene una serie temporal de stocks de capital fijo anuales. Esta serie de datos también se puede modificar aún más con varios otros ajustes por precios, depreciación económica, etc. (hoy en día los historiadores económicos y estadísticos utilizan varias variantes del enfoque PIM).

La Oficina de Análisis Económico (BEA) de los Estados Unidos ha preparado estimaciones del capital comercial fijo no residencial con distintos detalles desde mediados de la década de 1950, y las estimaciones del capital residencial se han preparado desde 1970. (La oficina produce). .. estimaciones anuales para los años desde 1925 de existencias brutas y netas, depreciación, descartes, relaciones entre existencias netas y brutas y edades promedio de las existencias brutas y netas en valoraciones de costos históricos, constantes y corrientes por forma legal de organización (financiera). corporaciones, corporaciones no financieras, empresas unipersonales y sociedades, otros negocios privados). Las estimaciones de capital comercial fijo no residencial también están disponibles dentro de cada forma jurídica por grupo industrial principal (agrícola, manufacturera, no agrícola no manufacturera), y las estimaciones residenciales también están disponibles por grupo de tenencia (ocupado por el propietario y ocupado por el inquilino). También se encuentran disponibles estimaciones de stocks de capital (bienes de capital) y medidas relacionadas por tipos detallados de activos.

## Depreciación económica
En teoría, la vida útil utilizada para determinar la asignación es la vida física: el período de tiempo durante el cual es físicamente posible utilizar el activo. En algunos casos, esto es más largo que la vida económica: el período de tiempo durante el cual es económicamente viable utilizar el activo. (La estimación de vida útil no)... refleja el efecto de la obsolescencia. ... (y)... cobrado cuando se da de baja el activo. La razón de este tratamiento es que la obsolescencia tiene poco o ningún efecto sobre el patrón temporal de los servicios proporcionados por el activo antes de la jubilación, aunque es un determinante del momento de la jubilación. El cargo por obsolescencia al momento de la jubilación cancela el resto del activo como un componente del consumo de capital y, de hecho, reemplaza la vida física con la vida de servicio económico.

La depreciación como concepto económico distingue entre "...el valor del stock de activos de capital y el valor anual de los servicios de ese activo, distinguiendo entre depreciación e inflación como fuentes del cambio en el valor de los activos, y distinguiendo entre la depreciación en los valores de los activos y deterioro de la productividad física de un activo". La depreciación es el costo del stock de activos de capital asignados a lo largo de su vida útil en proporción a las estimaciones de su vida útil, neto de costos de mantenimiento y reparación.

El análisis económico del crecimiento y la producción, así como de la distribución del ingreso, requiere estimaciones precisas de los stocks de capital y de los ingresos del capital. La estimación de los stocks de capital, a su vez, requiere una estimación de la cantidad de capital utilizada en la producción, y la estimación de los ingresos del capital requiere una estimación de la correspondiente pérdida de valor del capital. Por lo tanto, incluso si la política de depreciación ignora la depreciación económica, aún debemos intentar medir la depreciación económica para utilizarla en la contabilidad del ingreso nacional y la riqueza.

La depreciación económica, por lo tanto, es "...la disminución en el precio de los activos (o precio sombra) se debe al envejecimiento y varía con la edad" La depreciación económica también se caracteriza por una "... relación edad-precio en la que la La mayor tasa de caída de precios ocurre en los primeros años de vida de los activos". La amortización permitida a efectos fiscales también puede diferir de la depreciación económica o de las tasas de depreciación "reales". El factor clave es la estimación de la "vida útil económica". Sin embargo, la depreciación económica puede estimarse con "... suficiente precisión para ser útil en el análisis de políticas".

El análisis económico del crecimiento y la producción, así como de la distribución del ingreso, requiere estimaciones precisas de los stocks de capital y de los ingresos del capital. La estimación de los stocks de capital, a su vez, requiere una estimación de la cantidad de capital utilizada en la producción, y la estimación de los ingresos del capital requiere una estimación de la correspondiente pérdida de valor del capital. Por lo tanto, incluso si la política de depreciación ignora la depreciación económica, aún debemos intentar medir la depreciación económica para utilizarla en la contabilidad del ingreso y la riqueza nacional.

## Riesgo de inversión
Un ejecutivo de negocios que invierte o acumula capital fijo está inmovilizando riqueza en un activo fijo con la esperanza de obtener ganancias futuras. Por tanto, dicha inversión suele implicar un riesgo. A veces, las amortizaciones también se consideran en parte una compensación por este riesgo. A menudo, las empresas prefieren arrendar o alquilar un activo fijo (como un vehículo) en lugar de comprarlo porque de ese modo se reduce el costo de su uso y el verdadero propietario puede obtener ventajas fiscales especiales.